# Gehaltsverhandlung
Eine Gehaltsverhandlung ist die Verhandlung über die Höhe des Arbeitslohnes zwischen einem einzelnen Arbeitnehmer und einem Arbeitgeber. Dabei können zwei Situationen unterschieden werden. Im einen Fall besteht bereits ein Arbeitsverhältnis und es wird um eine Gehaltserhöhung verhandelt. Im anderen Fall besteht noch kein Arbeitsverhältnis und ein Bewerber verhandelt mit einem potentiellen Arbeitgeber über eine Einstellung. Gegenstand der Verhandlung können neben der Höhe des Arbeitslohnes auch noch weitere Bestandteile des Arbeitsvertrages sein, z. B. die Zahlung eines Bonus, die Gewährung geldwerter Vorteile wie etwa eines Firmenwagens.

## Gehaltsverhandlung bei einer Neueinstellung
Üblicherweise wird ganz am Ende der Bewerbungsphase über das Gehalt gesprochen. Der Bewerber sollte nicht von sich aus das Thema ansprechen, sondern auf jeden Fall warten, bis der Vertreter des Arbeitgebers das Thema Gehalt auf den Tisch bringt. Meistens wird im ersten Vorstellungsgespräch das Thema Gehalt nicht verhandelt.
Wer am besten vorbereitet ist, wird in der Verhandlung die meisten Punkte gewinnen. Der Bewerber sollte also wissen, was üblicherweise bezahlt wird, welches Vergütungs- oder Tarifsystem in der Organisation besteht, was der Arbeitgeber vermutlich zu zahlen bereit ist, was seine Leistung gegenwärtig und an diesem Ort wert ist.
Wie bei jeder Verhandlung ist es von entscheidender Bedeutung, die eigenen Grenzen vorher festgelegt zu haben. Wer leicht zum Einknicken, d. h. zum Unterschreiten seiner Grenze neigt, muss sich speziell vorbereiten. Unter anderem dadurch, dass er sich Alternativen für den Fall des Scheiterns der Verhandlung vor Augen hält.
Häufig ist zu beobachten, dass Bewerber einen niedrigeren Betrag fordern als der Arbeitgeber für die Stelle zu zahlen bereit gewesen wäre. Der Arbeitgeber wird also versuchen die Gehaltsvorstellung des Bewerbers zu erfragen. Diese Frage wird oft mit der Frage nach dem gezahlten letzten Gehalt verknüpft. Danach erfolgt die Frage nach den Gehaltswünschen für die beworbene Stelle. Zu hohe Gehaltswünsche können bereits ein KO-Kriterium sein.

## Gehaltsverhandlung bei einem bestehenden Arbeitsverhältnis
Bei der Verhandlung um eine Gehaltserhöhung ist die Verhandlungssituation ganz anders. Je Verhandlung geht es meistens um nur 5 bis 10 % Gehaltserhöhung. Drohungen jeder Art für den Fall, dass man sein Verhandlungsziel nicht erreicht, gilt es auf jeden Fall zu vermeiden.
Eine Gehaltserhöhung durch den Bezug von steuerfreien Sachleistungen, wie z. B. Tankgutscheine oder Jobticket, kann die Personalkosten beim Arbeitgeber reduzieren und die Nettoeinnahmen des Arbeitnehmers steigern.

## Wer beschäftigt sich mit dem Thema Gehaltsverhandlungen?
Die wissenschaftliche Beschäftigung mit dem Thema Gehaltsverhandlung findet in der Psychologie statt. Betroffen ist die Verkaufspsychologie, die sich mit dem Erkennen von Bedürfnissen und dem Aufbau von Wertvorstellungen befasst sowie die Sozialpsychologie, die sich mit der sozialen Situation der Verhandlung beschäftigt. Schwerpunktmäßig wird dieses Gebiet jedoch von der Arbeits-, Betriebs- und Organisationspsychologie, und da vom Teilgebiet der Personalpsychologie beforscht.
Grundlegende Erkenntnisse zum Thema Verhandeln sind auch für Gehaltsverhandlungen wichtig. So zum Beispiel die Fuß-in-der-Tür-Technik oder das Prinzip, nicht Forderungen, sondern Bedürfnisse in den Mittelpunkt zu stellen und win-win Situationen anzustreben, in denen zwar durchaus hart in der Sache, aber weich gegenüber dem Menschen verhandelt wird (Harvard-Konzept). Auch in geschlechtsspezifischer Hinsicht unterscheiden sich Verhandlungsmethoden und -stile deutlich.
Neben Erkenntnissen der Sozialpsychologie gibt es wissenschaftliche Ergebnisse aus der Arbeits- und Organisationspsychologie (A&O Psychologie) und der Personalvermittlung. Gehaltsverhandlungen sind Teil des Gebietes Personalauswahl und Personalentwicklung. Dieses Gebiet wird wissenschaftlich sowohl von A&O-Psychologen als auch von Betriebswirten (Personalwirtschaft) bearbeitet. Personen, die sich schwerpunktmäßig mit dem Thema befassen finden sich vorwiegend im Bereich der privaten Arbeitsvermittlung und bei Bildungsträgern für die Erwachsenenbildung. Hier ist die Gehaltsverhandlung regelmäßig Bestandteil des sog. Bewerbertrainings, welches den Kunden möglichst gut für die bevorstehenden Verhandlungen vorbereiten möchte.